# Куртень (Муреш)
Куртень, Куртені (рум. Curteni) — село у повіті Муреш в Румунії. Входить до складу комуни Синтана-де-Муреш.
Село розташоване на відстані 267 км на північний захід від Бухареста, 5 км на північ від Тиргу-Муреша, 77 км на схід від Клуж-Напоки, 131 км на північний захід від Брашова.

## Населення
За даними перепису населення 2002 року у селі проживали 932 особи.
Національний склад населення села:
| Національність | Кількість осіб | Відсоток |
| -------------- | -------------- | -------- |
| угорці         | 895            | 96,0%    |
| румуни         | 33             | 3,5%     |

Рідною мовою назвали:
| Мова      | Кількість осіб | Відсоток |
| --------- | -------------- | -------- |
| угорська  | 897            | 96,2%    |
| румунська | 33             | 3,5%     |